# SQUID

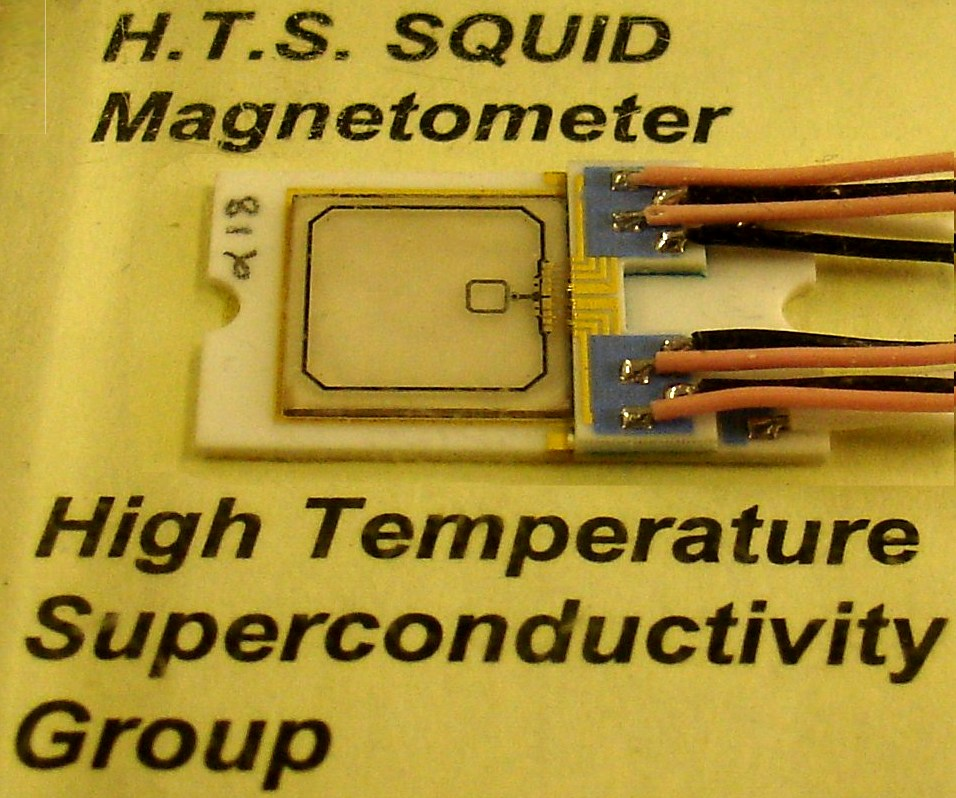
Sensor de un SQUID

Los dispositivos superconductores de interferencia cuántica o SQUID (sigla inglesa para superconducting quantum interference devices) se inventaron en 1962, cuando B. D. Josephson desarrolló la unión de Josephson. Hay dos tipos de SQUID, DC y RF (o AC). Los SQUID RF sólo tienen una unión de Josephson, mientras que los SQUID DC tienen dos o más. Esto los hace más difíciles y caros de producir, pero también mucho más sensibles.

## Composición y funcionamiento
La mayoría de los SQUID se fabrican de plomo o niobio puro. El plomo se encuentra usualmente en forma de aleación con un 10 % de oro o indio, ya que el plomo puro no es mecánicamente estable a cambios repetidos de temperaturas (a las temperaturas extremadamente bajas a las que se trabaja). El electrodo base del SQUID está hecho de una capa muy fina de niobio, formada por deposición, y la barrera del túnel se forma por oxidación sobre la superficie de niobio. El electrodo superior es una capa de aleación de plomo depositada sobre las otras dos, en disposición de sándwich.
El principio básico está estrechamente ligado a la cuantización del flujo magnético. Este es el fenómeno por el cual los estados favorecidos para un anillo superconductor son aquellos en los que el flujo es un múltiplo de cierto cuanto de flujo.

## Aplicaciones
Los SQUID se usan para medir campos magnéticos extremadamente pequeños; actualmente son los magnetómetros más sensibles conocidos, con niveles de ruido de un mínimo de 3 fT/sqrt(Hz). Algunos procesos en animales producen campos magnéticos muy débiles (típicamente de una millonésima a una milmillonésima de Tesla), y los SQUID son muy adecuados para estudiar estos procesos. 
La magnetoencefalografía (MEG), por ejemplo, usa medidas de una batería de SQUID para inferir la actividad neuronal en el cerebro. Como los SQUID pueden trabajar a mucha mayor velocidad que la tasa de actividad cerebral más rápida de interés, se puede obtener buena resolución temporal por MEG. Otra aplicación es el microscopio de barrido con SQUID, que usa un SQUID inmerso en helio líquido como sonda. El uso de SQUID en prospecciones petrolíferas, predicción de terremotos y análisis de energía geotérmica se va extendiendo conforme se desarrolla la tecnología de superconductores.

### Ciencia ficción
El escritor de ciencia ficción William Gibson hizo referencia a los SQUID en su historia Johnny Mnemonic, en la que un delfín modificado genéticamente usa un implante de SQUID para leer un dispositivo magnético de memoria en el cerebro del protagonista.
En la película Días extraños los protagonistas emplean SQUID para grabar las señales cerebrales, que luego, almacenadas en discos, se venden en el mercado negro para que la gente pueda revivir las experiencias de quien las grabó.
En la película Proyecto Brainstorm también es utilizado y tiene una relevancia principal.
En la novela Luces de mi computadora el protagonista hace uso de SQUID los cuales le ayudan a proseguir con sus investigaciones.